# Igreja de São José (Ouro Preto)
A Igreja de São José em Ouro Preto, Brasil, começou a ser construída após 1752 e só foi concluída após 1811. Substituiu a primitiva capela de 1730. 
Em frente a Igreja, encontra-se a tradicional República Quitandinha, fundanda em 1949, que oferece moradia a alunos de engenharia da Escola de Minas (UFOP).
O risco do retábulo, da capela-mor e da torre é do Aleijadinho, que foi juiz da irmandade.

## História
A Igreja de São José, surgiu da iniciativa de artistas do século 18, que na época trabalhavam em várias obras, mas que queriam um lugar especial para eles, para tal, pintores, músicos e escultores resolveram criar a “capela de São José dos homens pardos ou bem casados”, que posteriormente tornou-se a atual Igreja de São José. A capela, começou a ser construída em 1730 e só foi concluída após 1811, e recebeu em seu recinto um extrato social que não era escrava, mas também não era branca, pessoas que buscavam sua identidade, sendo subsidiados também pelo extrato mais rico da sociedade. Ao final do século 18 a capela começou a ser reformada para se transformar em igreja. Os artistas, que então já haviam conquistado a liberdade fizeram todo o trabalho, dentre eles teve Aleijadinho que fez o projeto (risco), do altar mor.
Segundo um historiador “O ouro não atrai só mineradores, atrai todo tipo de gente, desde bandidos salteadores até grandes artistas, ou pessoas que queriam aprender o seu ofício, não existiam escolas de arte quem quisesse ser artista tinha que procurar as tendas desses mestres.” 
Ao longo do tempo a igreja foi negligenciada, e chegou a passar 20 anos fechada para público, no qual 2 anos foram utilizados para a primeira etapa de restauro desta edificação, que se deu em seu interior e foi patrocinado pelo: Museu de Arte Sacra, Iphan, Ministério da Cultura, BNDES, World Monument Fund (WMF) e a Prefeitura de Ouro Preto. Ela foi entregue em 2012, quando foi realizada uma missa que retornou a obra para a comunidade também preparava-se para um reparo externo, que compreendia não só a recomposição da fachada, como também de seu paisagismo e entornos, e reforma da sacristia e modificação do adro.

## Implantação
A igreja fica localizada em Ouro Preto, uma cidade com a malha urbana densa e de pequenos quarteirões irregulares típico da formação urbana Portuguesa adotada no Brasil (que respeita os acidentes do terreno). Apesar das igrejas em geral criarem marcos na cidade, essa fica mais à margem da mesma. Ela fica entre duas vias importantes: a avenida José Alves de Castro e Rua Antônio Leitão de Mendonça, locada em uma praça, circundada por residências e muita vegetação.

## Arquitetura
A Igreja segue os padrões da 3ª fase do barroco mineiro, também conhecido como fase rococó ou Dom José I, que perdurou entre 1760 à 1840. Ainda sobre esta fase a historiadora Myriam Andrade Ribeiro diz 
“Em um ambiente de luxo refinado, no qual as cintilações douradas dos ornatos são postas em evidencia pelos fundos claros ou em tonalidades suaves, os efeitos pictóricos se unem aos da talha e azulejos configurando uma decoração suntuosa, simultaneamente leve e graciosa, destinada a produzir uma sensação básica de bem-estar que predispõe à oração na esperança e na alegria, mensagem de serenidade que caracteriza o rococó religioso em oposição ao barroco, dominado pelos efeitos dramáticos e um sentimento trágico de existência.”
De forma que fica evidente a preocupação dos mestres locais não com o adornamento dourado, mas como o adorno que valorizava a arte e a decoração como partes integrantes do processo construtivo e do templo como um todo.
Ela tem uma planta em forma de cruz de malta, e a fachada principal composta por um campanário central, formando a tríade com dois pináculos postos sobre os pilares laterais à edificação, e com cemitério ao fundo.
Seu interior possui um programa de necessidades simples: é composta por um altar mor, a nave, altares laterais e púlpito localizado junto a área mais central da igreja, localizada acima de onde o fiéis de postariam, com acesso externo à edificação, aspecto hierárquico imposto pela figura do padre/igreja, em relação aos demais integrantes da sociedade.
Tem a decoração com menos adornos e menos ouro, e mais partes brancas, com a presença de perolados que dão maior suavidade ao espaço. Na decoração aparecem anjos, fitas falantes (literalmente uma escultura imitando uma fita de tecido com dizeres, quase sempre em latim). O altar mor apresenta também uma característica peculiar, enquanto nas obras, a figura humana perdia espaço durante essa fase, a de Aleijadinho mantinha as mesmas, principalmente na forma dos anjos e santos presentes no coroamento da composição principal, a talha é mais simples e mais organizada e é possível observar os elementos da composição individualmente.